# El secret d'una obsessió
El secret d'una obsessió (títol original en anglès: Secret in Their Eyes) és una pel·lícula de thriller psicològic estatunidenca de l'any 2015 escrita i dirigida per Billy Ray. És un remake de la pel·lícula argentina de 2009 El secreto de sus ojos, ambdues basades en la novel·la La pregunta de sus ojos de l'autor Eduardo Sacheri. La pel·lícula és protagonitzada per Chiwetel Ejiofor, Nicole Kidman, Julia Roberts, Dean Norris i Michael Kelly. La pel·lícula es va doblar al català.

## Argument
Ray i Jess són dos investigadors de l'FBI que són rellevats del seu lloc quan apareix brutalment assassinada la filla adolescent de Jess. Tretze anys després, Ray troba per fi una pista per resoldre el cas.

## Repartiment
- Chiwetel Ejiofor com a Raymond «Ray» Kasten
- Nicole Kidman com a Claire Sloan
- Julia Roberts com a Jessica «Jess» Cobb
- Dean Norris com a Bumpy Willis
- Michael Kelly com a Reginald «Reg» Siefert
- Alfred Molina com Martin Morales
- Zoe Graham com a Carolyn Cobb
- Lyndon Smith com a Kit
- Joe Cole com a Anzor Marzin/Clay Beckwith
- Donald Patrick Harvey com a Fierro
- Mark Famiglietti com a Duty Sergeant Jacobs
- Ross Partridge com a Ellis